# Блэр, Вивьен Лира
Вивьен Лира Блэр (род. 4 июня 2012) — американская актриса. Дебютировала в фильме Band Aid (2017), приобрела известность благодаря роли Девочки в фильме «Птичий короб» (2018) и супергеройском фильме «Мы можем быть героями» (2020). В 2022 году она получила положительные отзывы критиков за исполнение роли молодой Леи Органа в сериале «Оби-Ван Кеноби». Позже она сыграла второстепенную роль в хорроре «Бугимен» (2023).

## Биография
Вивьен Лира Блэр родилась 4 июня 2012 года. Её родители — музыканты. Блэр вегетарианка с рождения. Занимается тхэквондо с пяти лет. В 2019 году, в возрасте шести лет, Блэр стала самым молодым представителем зоозащитной организации PETA.
Первой ролью Блэр стала роль в фильме Band Aid (2017), затем она появилась в мини-сериале «Трагедия в Уэйко» в 2018 году. Она приобрела известность в пять лет, сыграв в фильме «Птичий короб». Блэр исполнила роль Девочки, у которой — вместе с матерью и братом — завязаны глаза, для защиты от существ, которые заставляют людей умирать, как только их увидят. Блэр провела большую часть фильма с завязанными глазами. В 2019 году она появилась в видеоигре «Telling Lies», в которой The Guardian назвал её «неожиданной радостью … с очаровательной уверенностью». Блэр также сыграла Гаппи в супергеройском фильме «Мы можем быть героями» (2020), продолжении фильма «Приключений Шаркбоя и Лавы» (2005). Она выполняла все свои трюки самостоятельно. Хотя сам фильм получил смешанные отзывы, The Daily Telegraph похвалил игру Блэр, назвав её «очень смешной».
В 2022 году Блэр сыграла Лейю Органу в сериале «Оби-Ван Кеноби». По поводу выбора на роль Блэр, сценарист сериала Джоби Харалд заявил, что команде нужен был актёр, который бы передал голос и дух молодой Кэрри Фишер: «нам нужен кто-то, кто чувствует себя полным энергии. Они не кажутся не по годам развитыми. Не чувствуется, что они говорят как взрослые, пишущие для ребёнка, но чувствуется дух того, что создала Кэрри Фишер». Харалд нашёл Блэр «удивительной маленькой актрисой», которая чудесным образом передала этот дух, особенно в сценах с партнёром по съёмкам Юэном Макгрегором. Блэр хвалили за её интерпретацию силы, ума и интеллекта персонажа. В более смешанном отзыве о её исполнении, Ник Шейгер из The Daily Beast счёл, что интонации Блэр «не … всегда великолепны», но она вполне подошла для этой роли. Блэр была номинирована на премию Сатурн за лучшую роль молодого актёра или актрисы в телесериале.
Блэр сыграла Эмили Глэдстоун в драме «Дорогая Зои», основанной на одноимённом молодёжном романе Филипа Бирда. Фильм вышел 4 ноября 2022 года и получил смешанные отзывы. В июле того же года Блэр присоединилась к актёрскому составу фильма ужасов «Бугимен» (2023), экранизации одноимённого рассказа Стивена Кинга. Она сыграла Сойер, молодую девушку, чью семью терроризирует загадочный монстр. Она не решалась взяться за эту роль, не желая изображать «еще одного персонажа, которого нужно было спасать». Однако, прочитав сценарий, она передумала, увидев, что Сойер — это «нечто гораздо большее». Блэр обнаружила, что ей сложно изобразить страх своей героини, эмоцию, с которой она меньше всего была связана как актриса. Несколько критиков высоко оценили её игру;. The Hollywood Reporter пишет: «Блэр так убедительно изображает ужас на протяжении всего фильма, что хочется надеяться, что служба опеки внимательно следила за постановкой». За свою роль она была номинирована на премию «Сатурн» в категории лучшему молодому актёру или актрисе.

## Фильмография

### Кино
| Год  | Русское название      | Оригинальное название | Роль              | Прим.         |
| ---- | --------------------- | --------------------- | ----------------- | ------------- |
| 2017 |                       | Band Aid              | Isis              | [ 24 ]        |
| 2018 | Птичий короб          | Bird Box              | Девочка / Олимпия | [ 25 ]        |
| 2020 | Мы можем быть героями | We Can Be Heroes      | Гуппи             | [ 26 ]        |
| 2021 |                       | The Guilty            | Эбби              | [ 27 ]        |
| 2022 |                       | Dear Zoe              | Эмили Глэдстоун   | [ 28 ]        |
| 2023 | Бугимен               | The Boogeyman         | Соэр Харпер       | [ 29 ] [ 30 ] |
| 2023 |                       | Heritage Day          | Эви               | [ 31 ]        |
| 2024 | Отец года             | Goodrich              | Билли             | [ 32 ]        |

### Телевидение
| Год  | Русское название | Оригинальное название | Роль             | Прим   |
| ---- | ---------------- | --------------------- | ---------------- | ------ |
| 2018 |                  | Waco                  | Серенити Джонс   | [ 33 ] |
| 2019 |                  | Station 19            | Пенни            | [ 4 ]  |
| 2020 |                  | Indebted              | Хэйзел           | [ 34 ] |
| 2021 |                  | Mr. Corman            | Сара             | [ 16 ] |
| 2022 | Первая леди      | The First Lady        | Элеонор Рузвельт | [ 4 ]  |
| 2022 | Оби-Ван Кеноби   | Obi-Wan Kenobi        | Лея Органа       | [ 4 ]  |
| 2023 |                  | Fatal Attraction      | Эллен            | [ 35 ] |